# 2002-es labdarúgó-világbajnokság-selejtező (OFC)
A 2002-es labdarúgó-világbajnokság selejtezőjének OFC-zónájában összesen 10 nemzet versenyzett a 0,5 helyért. Pápua Új-Guinea végül nem indult el a selejtezőkben. 
Az első fordulóban a 10 csapat két öt tagú csoportban mérkőzött egymással mindössze egy alkalommal. A két csoportgyőztes bejutott a második fordulóba, ahol oda-visszavágós alapon döntötték el a továbbjutást. A győztes interkontinentális pótselejtezőt játszott a CONMEBOL-zóna ötödik helyezettjével a világbajnoki részvételért.

## Első forduló

### 1. csoport
| Hely. | Csapat          | M | Gy | D | V | G+ | G– | Gk  | P  | Továbbjutás                  |      | Ausztrália (ország) | Fidzsi-szigetek | Tonga | Szamoa | Amerikai Szamoa |
| ----- | --------------- | - | -- | - | - | -- | -- | --- | -- | ---------------------------- | ---- | ------------------- | --------------- | ----- | ------ | --------------- |
| 1.    | Ausztrália      | 4 | 4  | 0 | 0 | 66 | 0  | +66 | 12 | Bejutott a második fordulóba |      | —                   | —               | —     | 11–0   | 31–0            |
| 2.    | Fidzsi-szigetek | 4 | 3  | 0 | 1 | 27 | 4  | +23 | 9  |                              |      | 0–2                 | —               | —     | —      | 13–0            |
| 3.    | Tonga           | 4 | 2  | 0 | 2 | 7  | 30 | −23 | 6  |                              | 0–22 | 1–8                 | —               | —     | —      |                 |
| 4.    | Szamoa          | 4 | 1  | 0 | 3 | 9  | 18 | −9  | 3  |                              | —    | 1–6                 | 0–1             | —     | —      |                 |
| 5.    | Amerikai Szamoa | 4 | 0  | 0 | 4 | 0  | 57 | −57 | 0  |                              | —    | —                   | 0–5             | 0–8   | —      |                 |

| 2001. április 7. 16:30 UTC+10 |

| Szamoa | 0–1         | Tonga         |
| ------ | ----------- | ------------- |
|        | Jegyzőkönyv | Taufahema 86' |

| Coffs Harbour Nemzetközi Stadion, Coffs Harbour Nézőszám: 500 Játékvezető: Ronan Leaustic (tahiti) |

| 2001. április 7. 19:00 UTC+10 |

| Fidzsi-szigetek                                                                             | 13–0        | Amerikai Szamoa |
| ------------------------------------------------------------------------------------------- | ----------- | --------------- |
| Masi 3' (11-esből) 12' 53' 54' Lal 23' 24' 28' 39' 45' Mateiwai 31' Nasema 56' Samy 70' 75' | Jegyzőkönyv |                 |

| Coffs Harbour Nemzetközi Stadion, Coffs Harbour Nézőszám: 500 Játékvezető: Derek Rugg (Új-zélandi) |

| 2001. április 9. 16:30 UTC+10 |

| Tonga | 0–22        | Ausztrália |
| ----- | ----------- | --- |
|       | Jegyzőkönyv | Chipperfield 3' 83' Mori 13' 23' 40' 58' Aloisi 14' 24' 37' 45' 52' 63' Muscat 18' 30' 54' 82' Popovic 67' T. Vidmar 74' Zdrilic 78' 90' Thompson 80' Boutsianis 87' |

| Coffs Harbour Nemzetközi Stadion, Coffs Harbour Nézőszám: 1500 Játékvezető: Harry Attison (vanuatui) |

| 2001. április 9. 19:00 UTC+10 |

| Amerikai Szamoa | 0–8         | Szamoa                                                                          |
| --------------- | ----------- | ------------------------------------------------------------------------------- |
|                 | Jegyzőkönyv | Leututu 8' (öngól) Gabriel 35' Fa'aiuaso 41' 52' 73' 84' Lemana 55' Michael 63' |

| Coffs Harbour Nemzetközi Stadion, Coffs Harbour Nézőszám: 200 Játékvezető: Brian Precious (Új-zélandi) |

| 2001. április 11. 16:30 UTC+10 |

| Szamoa                | 1–6         | Fidzsi-szigetek                                            |
| --------------------- | ----------- | ---------------------------------------------------------- |
| Lemana 33' (11-esből) | Jegyzőkönyv | Mateiwai 5' Masi 21' 41' Tokuma 48' (öngól) Prasad 84' 86' |

| Coffs Harbour Nemzetközi Stadion, Coffs Harbour Nézőszám: 400 Játékvezető: Henry Attison (vanuatui) |

| 2001. április 11. 19:00 UTC+10 |

| Ausztrália | 31–0        | Amerikai Szamoa |
| --- | ----------- | --------------- |
| Boutsianis 10' 50' 84' Thompson 12' 23' 27' 29' 32' 37' 42' 45' 56' 60' 65' 85' 88' Zdrilic 13' 21' 25' 33' 58' 66' 78' 89' A. Vidmar 14' 80' Popovic 17' 19' Colosimo 51' 81' De Amicis 55' | Jegyzőkönyv |                 |

| Coffs Harbour Nemzetközi Stadion, Coffs Harbour Nézőszám: 3000 Játékvezető: Ronan Leaustic (tahiti) |

| 2001. április 14. 16:30 UTC+10 |

| Fidzsi-szigetek | 0–2         | Ausztrália          |
| --------------- | ----------- | ------------------- |
|                 | Jegyzőkönyv | Corica 23' Foxe 81' |

| Coffs Harbour Nemzetközi Stadion, Coffs Harbour Nézőszám: 5000 Játékvezető: Derek Rugg (Új-zélandi) |

| 2001. április 14. 19:00 UTC+10 |

| Amerikai Szamoa | 0–5         | Tonga                                              |
| --------------- | ----------- | -------------------------------------------------- |
|                 | Jegyzőkönyv | Taufahema 2' 24' 51' Moa 71' (11-esből) Fakava 86' |

| Coffs Harbour Nemzetközi Stadion, Coffs Harbour Nézőszám: 1000 Játékvezető: Brian Precious (Új-zélandi) |

| 2001. április 16. 16:30 UTC+10 |

| Ausztrália | 11–0        | Szamoa |
| --- | ----------- | ------ |
| A. Vidmar 5' 50' Zdrilic 28' 57' Foxe 44' Popovic 55' 89' Thompson 75' 88' Chipperfield 76' Bureta 81' (öngól) | Jegyzőkönyv |        |

| Coffs Harbour Nemzetközi Stadion, Coffs Harbour Nézőszám: 2000 Játékvezető: Brian Precious (Új-zélandi) |

| 2001. április 16. 19:00 UTC+10 |

| Tonga         | 1–8         | Fidzsi-szigetek                                           |
| ------------- | ----------- | --------------------------------------------------------- |
| Taufahema 78' | Jegyzőkönyv | Leka 4' Masi 30' 37' 38' 90' Vurukania 34' 56' Nasema 62' |

| Coffs Harbour Nemzetközi Stadion, Coffs Harbour Nézőszám: 1000 Játékvezető: Ronan Leaustic (tahiti) |

### 2. csoport
| Hely. | Csapat           | M | Gy | D | V | G+ | G– | Gk  | P  | Továbbjutás                  |     | Új-Zéland | Francia Polinézia | Salamon-szigetek | Vanuatu | Cook-szigetek |
| ----- | ---------------- | - | -- | - | - | -- | -- | --- | -- | ---------------------------- | --- | --------- | ----------------- | ---------------- | ------- | ------------- |
| 1.    | Új-Zéland        | 4 | 4  | 0 | 0 | 19 | 1  | +18 | 12 | Bejutott a második fordulóba |     | —         | —                 | —                | 7–0     | 2–0           |
| 2.    | Tahiti           | 4 | 3  | 0 | 1 | 14 | 6  | +8  | 9  |                              |     | 0–5       | —                 | 2–0              | —       | —             |
| 3.    | Salamon-szigetek | 4 | 2  | 0 | 2 | 17 | 10 | +7  | 6  |                              | 1–5 | —         | —                 | —                | 9–1     |               |
| 4.    | Vanuatu          | 4 | 1  | 0 | 3 | 11 | 21 | −10 | 3  |                              | —   | 1–6       | 2–7               | —                | —       |               |
| 5.    | Cook-szigetek    | 4 | 0  | 0 | 4 | 2  | 25 | −23 | 0  |                              | —   | 0–6       | —                 |                  | —       |               |

| 2001. június 4. 16:30 UTC+12 |

| Vanuatu   | 1–6         | Tahiti                                                |
| --------- | ----------- | ----------------------------------------------------- |
| Lauru 56' | Jegyzőkönyv | Senechal 26' Bennett 36' 41' 81' Amaru 52' Tagawa 82' |

| North Harbour Stadion, Auckland Nézőszám: 400 Játékvezető: Intaz Shah (Fidzsi-szigeteki) |

| 2001. június 4. 16:30 UTC+12 |

| Salamon-szigetek                                                         | 9–1         | Cook-szigetek |
| ------------------------------------------------------------------------ | ----------- | ------------- |
| Suri 14' Daudau 19' 54' 75' Menapi 31' 52' 85' Firisua 84' Konofilla 89' | Jegyzőkönyv | Temiha 4'     |

| North Harbour Stadion, Auckland Nézőszám: 1542 Játékvezető: Brett Hugo (ausztrál) |

| 2001. június 6. 16:30 UTC+12 |

| Tahiti | 0–5         | Új-Zéland                              |
| ------ | ----------- | -------------------------------------- |
|        | Jegyzőkönyv | Coveny 41' 56' 71' Lines 53' Perry 88' |

| North Harbour Stadion, Auckland Nézőszám: 2052 Játékvezető: Leslie Irvine (Északír) |

| 2001. június 6. 16:30 UTC+12 |

| Cook-szigetek | 1–8         | Vanuatu                                                              |
| ------------- | ----------- | -------------------------------------------------------------------- |
| Pukoku 13'    | Jegyzőkönyv | Ben 4' Lauru 27' G. Maki 38' Iwai 50' 59' 66' P. Maki 74' Waiwai 82' |

| North Harbour Stadion, Auckland Nézőszám: 600 Játékvezető: Matthew Breeze (ausztrál) |

| 2001. június 8. 16:30 UTC+12 |

| Vanuatu      | 2–7         | Salamon-szigetek                                             |
| ------------ | ----------- | ------------------------------------------------------------ |
| Iwai 18' 48' | Jegyzőkönyv | Wickham 17' 47' Menapi 46' 73' Waita 48' Samani 62' Suri 79' |

| North Harbour Stadion, Auckland Nézőszám: 1674 Játékvezető: Edward Lennie (ausztrál) |

| 2001. június 8. 16:30 UTC+12 |

| Új-Zéland      | 2–0         | Cook-szigetek |
| -------------- | ----------- | ------------- |
| Hickey 64' 66' | Jegyzőkönyv |               |

| North Harbour Stadion, Auckland Nézőszám: 500 Játékvezető: Brett Hugo (ausztrál) |

| 2001. június 11. 16:30 UTC+12 |

| Salamon-szigetek | 1–5         | Új-Zéland                                  |
| ---------------- | ----------- | ------------------------------------------ |
| Suri 85'         | Jegyzőkönyv | Coveny 27' 50' Jackson 32' 55' Urlovic 67' |

| North Harbour Stadion, Auckland Nézőszám: 2500 Játékvezető: Intaz Shah (Fidzsi-szigeteki) |

| 2001. június 11. 16:30 UTC+12 |

| Cook-szigetek | 0–6         | Tahiti                                         |
| ------------- | ----------- | ---------------------------------------------- |
|               | Jegyzőkönyv | Senechal 2' 45' Tagawa 19' 64' 87' Bennett 51' |

| North Harbour Stadion, Auckland Nézőszám: 300 Játékvezető: Edward Lennie (ausztrál) |

| 2001. június 13. 16:30 UTC+12 |

| Új-Zéland                                                      | 7–0         | Vanuatu |
| -------------------------------------------------------------- | ----------- | ------- |
| Coveny 2' 7' 30' Jackson 25' Lines 27' Burton 62' Vicelich 68' | Jegyzőkönyv |         |

| North Harbour Stadion, Auckland Nézőszám: 1500 Játékvezető: Leslie Irvine (Északír) |

| 2001. június 13. 16:30 UTC+12 |

| Tahiti                                    | 2–0         | Salamon-szigetek |
| ----------------------------------------- | ----------- | ---------------- |
| Garcia 25' (11-esből) Fatupua-Lecaill 77' | Jegyzőkönyv |                  |

| North Harbour Stadion, Auckland Nézőszám: 250 Játékvezető: Matthew Breeze (ausztrál) |

## Második forduló
| 1. csapat | Össz.Tooltip Aggregate score | 2. csapat  | 1. mérk. | 2. mérk. |
| --------- | ---------------------------- | ---------- | -------- | -------- |
| Új-Zéland | 1–6                          | Ausztrália | 0–2      | 1–4      |

| 2001. június 20. 19:30 UTC+12 |

| Új-Zéland | 0–2         | Ausztrália     |
| --------- | ----------- | -------------- |
|           | Jegyzőkönyv | Emerton 5' 80' |

| Wellington Regional Stadion, Wellington Nézőszám: 19 500 Játékvezető: Okada Mazsajosi (japán) |

| 2001. június 24. 15:00 UTC+10 |

| Ausztrália                            | 4–1         | Új-Zéland             |
| ------------------------------------- | ----------- | --------------------- |
| Zdrilic 5' 82' Emerton 40' Aloisi 56' | Jegyzőkönyv | Coveny 44' (11-esből) |

| Ausztrália Stadion, Sydney Nézőszám: 41 976 Játékvezető: Kvon Dzsongcshol (Dél-koreai) |

Ausztrália 6–1-es összesítésben bejutott az OFC–CONMEBOL pótselejtezőbe.

## Interkontinentális pótselejtező
| 1. csapat  | Össz.Tooltip Aggregate score | 2. csapat | 1. mérk. | 2. mérk. |
| ---------- | ---------------------------- | --------- | -------- | -------- |
| Ausztrália | 1–3                          | Uruguay   | 1–0      | 0–3      |